# Calonectris
Calonectris es un género de aves procelariformes perteneciente a la familia Procellariidae.  El nombre del género Calonectris deriva del griego clásico kalos, "buen" y nectris, "nadador".
Agrupa a cuatro especies, denominadas comúnmente pardelas.

## Especies
Se reconoce las siguientes especies:
- Calonectris leucomelas (Temminck, 1836) – pardela canosa;
- Calonectris diomedea (Scopoli, 1769) – pardela cenicienta;
- Calonectris borealis (Cory, 1881) – pardela atlántica o pardela canaria;
- Calonectris edwardsii (Oustalet, 1883) – pardela de Cabo Verde.